# Engelbert Seibertz
Engelbert Seibertz, né le 21 avril 1813 à Brilon et mort le 2 octobre 1905 à Arnsberg, est un peintre portraitiste et d'histoire allemand.

## Œuvre

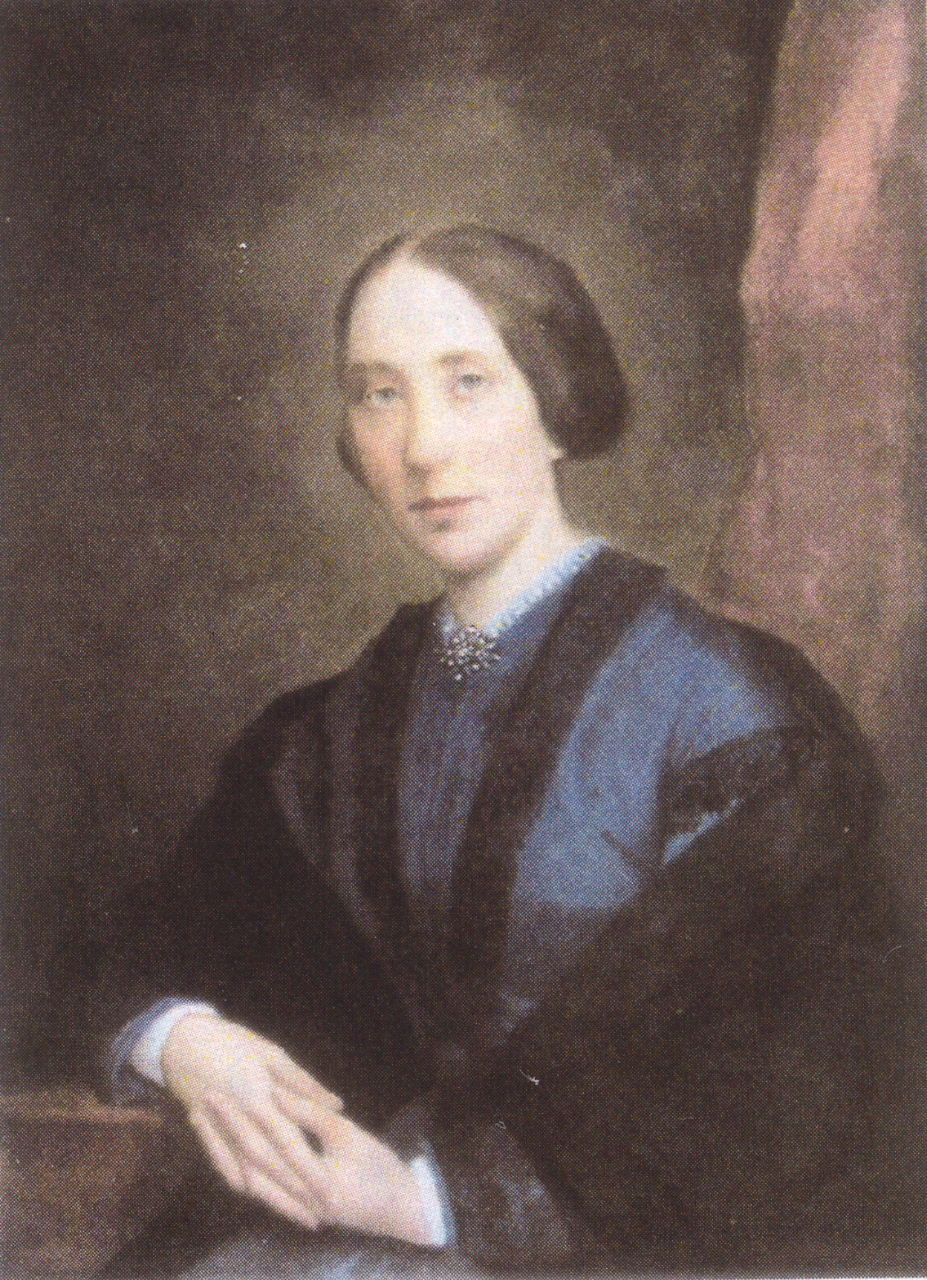
Emma Viebahn (Landfort, 1870).
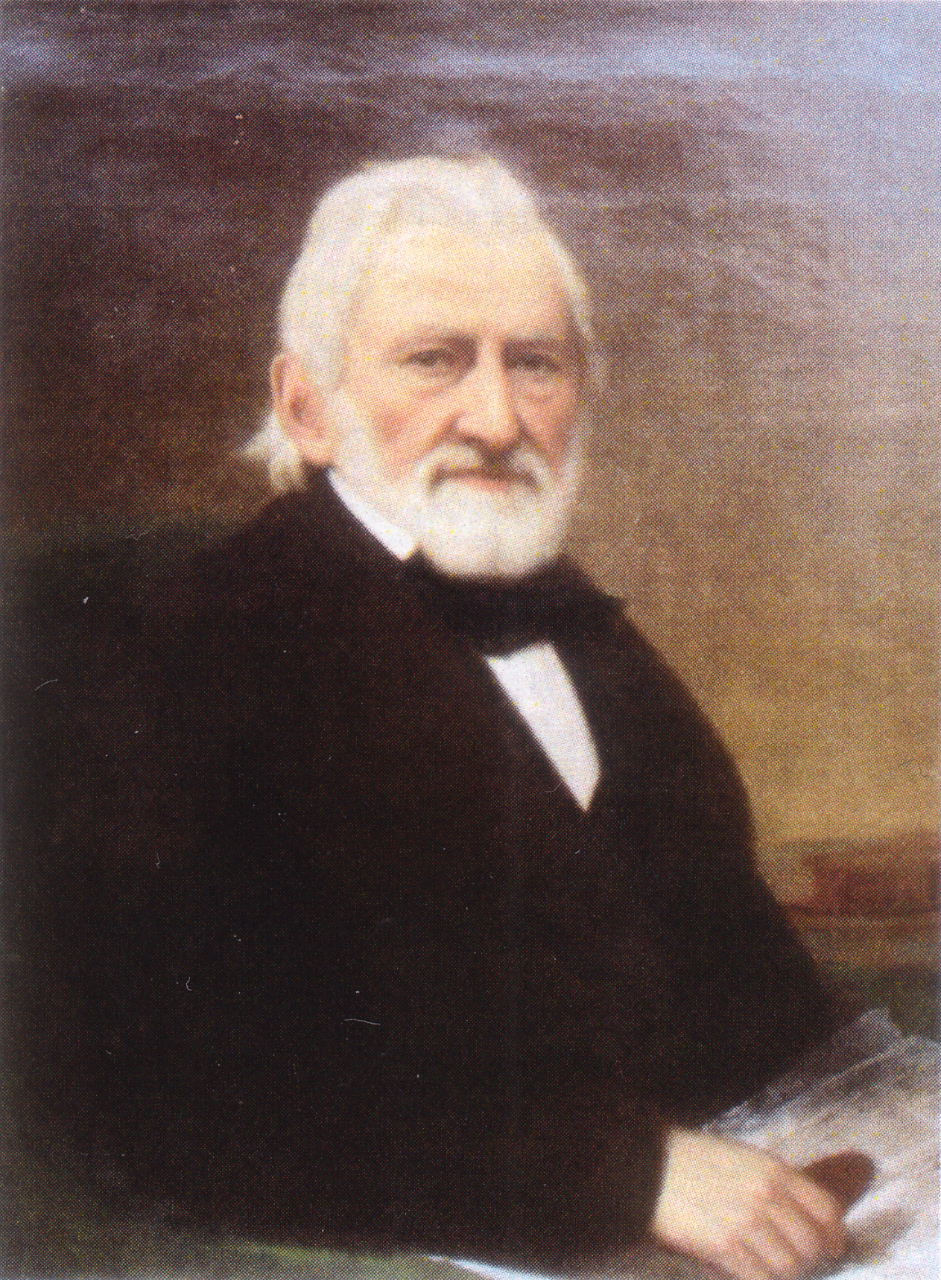
Albert Luyken Sr (Landfort, 1870).
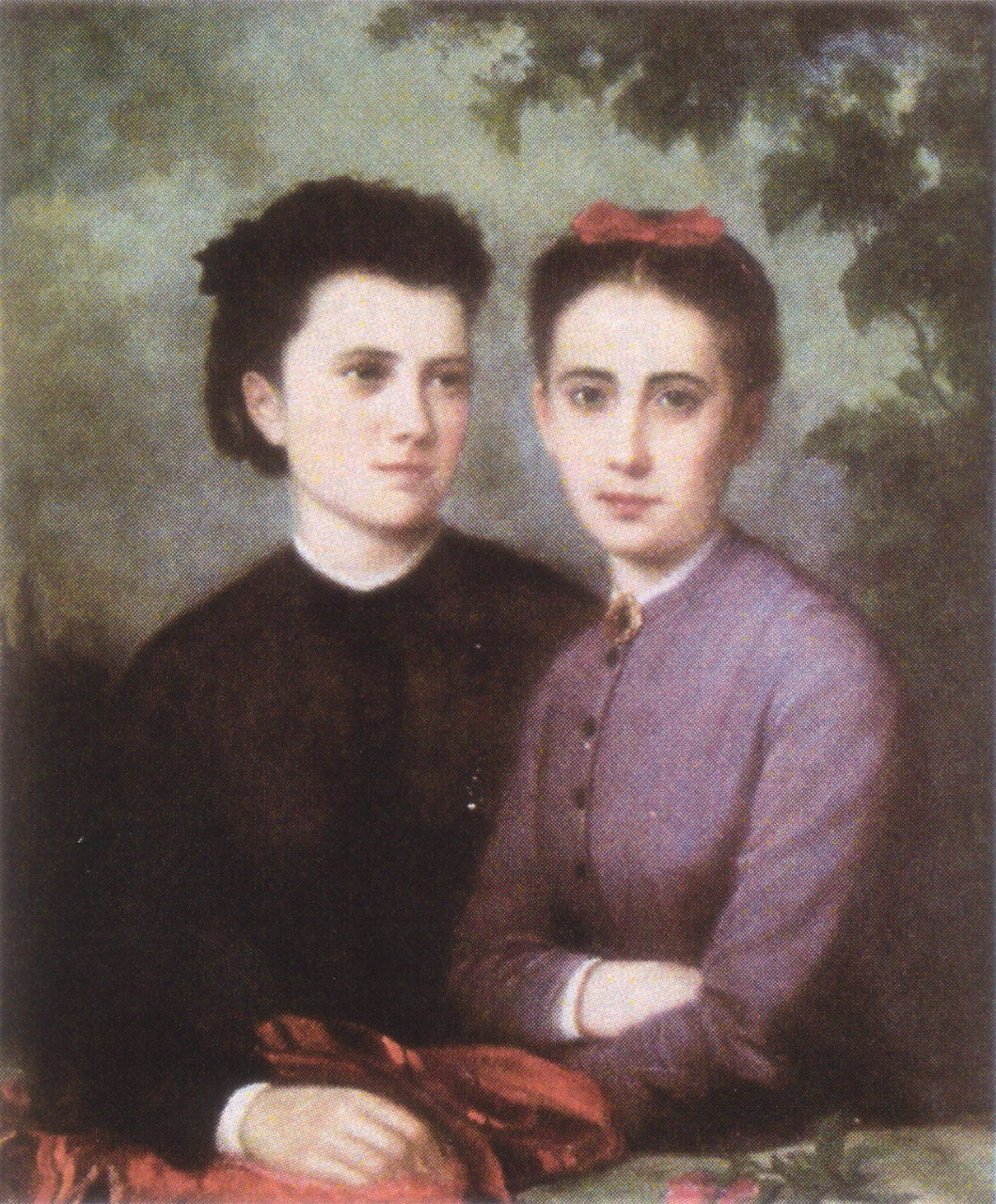
Albertina und Helene Luyken (Landfort, 1870).
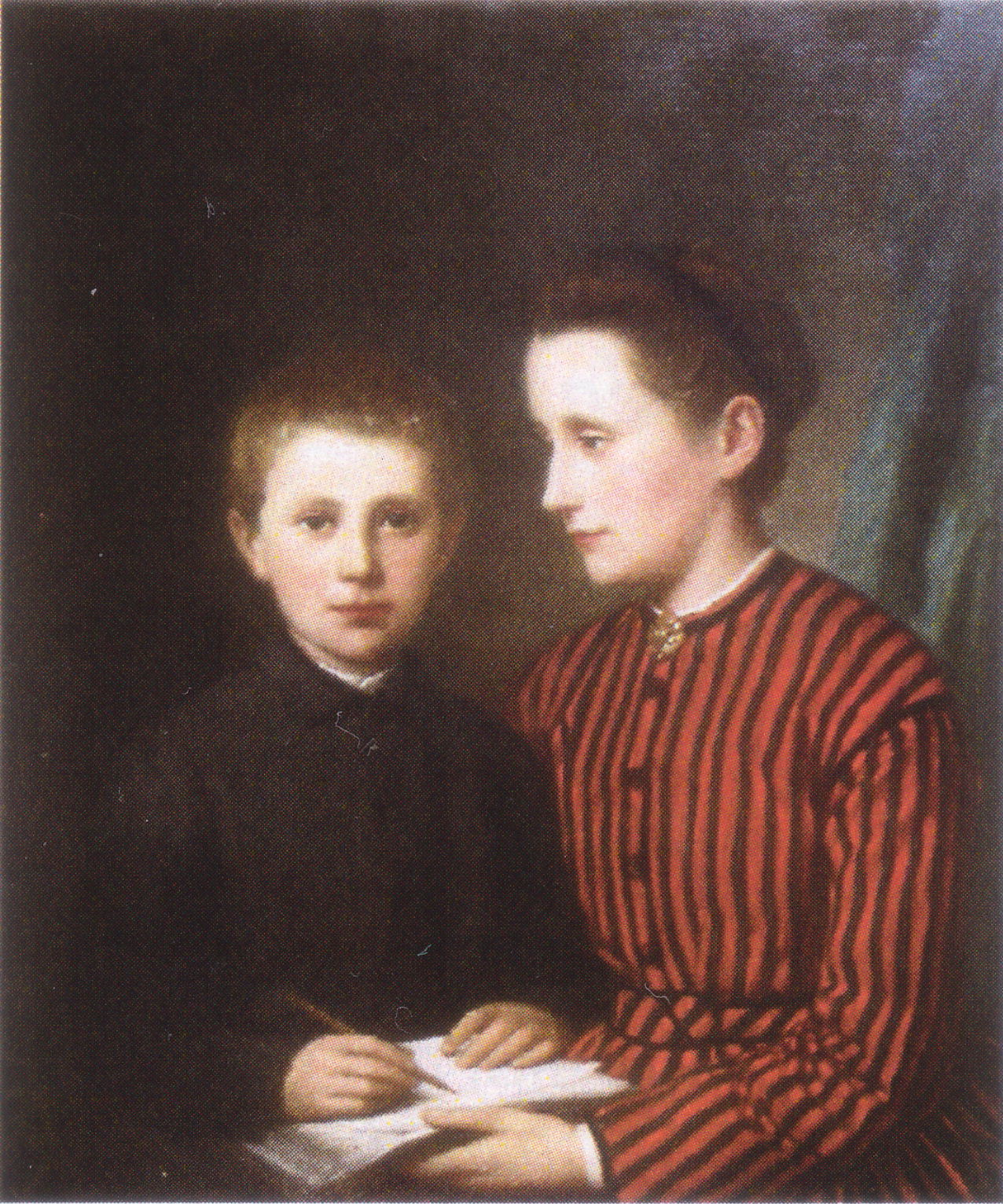
Carl und Emma Luyken (Landfort, 1870).
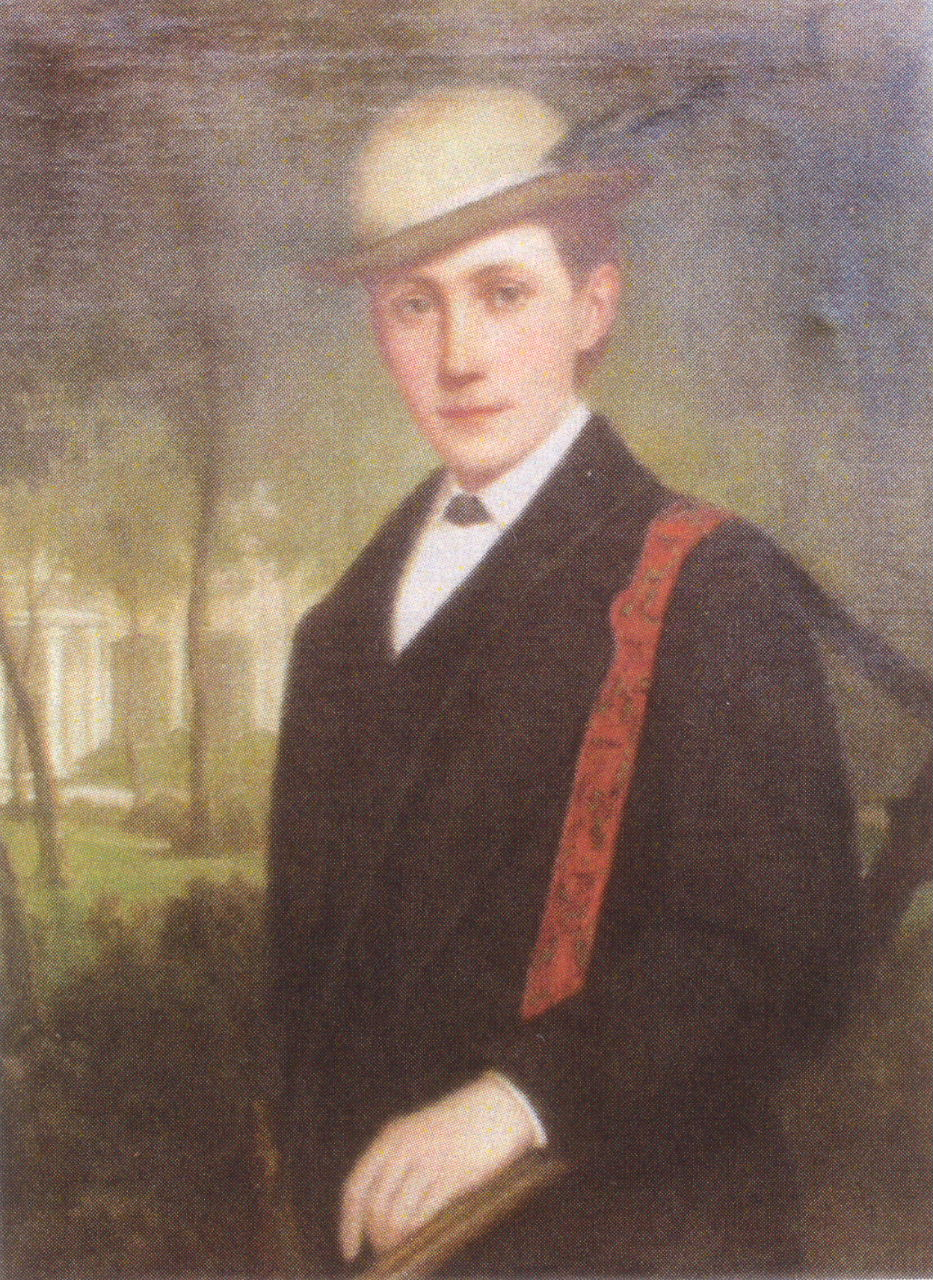
Albert Luyken Jr. (Landfort, 1870).